# Franz Joseph Spribille
Franz Joseph Spribille (ur. 29 stycznia 1841 w Czarnocinie, zm. 13 stycznia 1921 we Wrocławiu) – niemiecki nauczyciel pracujący na terytorium współczesnej Polski; botanik, specjalizujący się w badaniach nad jeżynami (Rubus).

## Życiorys
W latach 1852–1861 uczęszczał do gimnazjum w Gliwicach, a w latach 1861–1866 studiował na Uniwersytecie Wrocławskim. Pracował jako nauczyciel języków łacińskiego, greckiego, niemieckiego i polskiego m.in. w Śremie i Inowrocławiu. W 1890 nadano mu tytuł profesora. Po przejściu na emeryturę w 1908 przeniósł się do Wrocławia.

## Prace naukowe
Badania Spribillego dotyczyły flory okolic, które zamieszkiwał; pozostawił zbiory zielnikowe. Jego głównym tematem badań była jednak batologia, czyli nauka o jeżynach (Rubus), w szczególności ich mikrotaksonomii czyli rozpoznaniu systematycznym na poziomie mikrogatunków. Według International Plant Names Index opublikował 54 nazwy, z czego większość w obrębie rodzaju Rubus. Zielnik Spribillego zachował się we Wrocławiu (herbarium WRSL).
Według monografii jeżyn Polski Jerzego Zielińskiego na terenie Polski występują następujące gatunki opisane przez Spribillego:
- jeżyna krótkopręcikowa[8] Rubus capricollensis (Sprib.) Sprib.[9];
- jeżyna gliwicka[8] Rubus glivicensis (Sprib. ex Sudre) Sprib.[10], opisana z Gliwic;
- jeżyna świerząbkowata[8] Rubus charerophylloides Sprib.[11];
- jeżyna poznańska[8] Rubus posnaniensis Sprib.[12];
- jeżyna trójlistkowa[8] Rubus oboranus (Sprib.) Sprib.[13];
- jeżyna Pfuhla[8] Rubus pfuhlianus Sprib.[14];
- jeżyna Holzfussa[8] Rubus holzfuszii Sprib.[15], opisana z okolic Strzelec Opolskich;
- jeżyna ostrowska[8] Rubus ostroviensis Sprib.[16], opisana z okolic Ostrowa Wielkopolskiego;
- jezyna siemianicka[8] Rubus siemianicensis Sprib.[17], opisana z okolic Siemianic;
- jeżyna notecka[8] Rubus czarnunensis Sprib.[18], opisana z okolic Czarmunia;
- jeżyna podgórska[8] Rubus fabrimontanus (Sprib.) Sprib.[19], opisana z okolic Jeleniej Góry;
- jeżyna dolnośląska[8] Rubus dollnensis Sprib.[20], opisana z Gór Sowich.

Natomiast na jego cześć nazwano jeżynę Spribillego Rubus spribillei (Pfuhl ex Sprib.) Kulesza, opisaną z okolic Śremu.